# 장승보
장승보(1996년 5월 31일 ~ )는 대한민국의 프로 골퍼다. 리코스포츠에이전시에 소속되어 있다. 아버지는 전 야구 선수인 장정기다.

## 수상
- KPGA 스릭슨투어 6회대회 우승 (2020)
- KPGA 군산CC 오픈 7위 (2020)